# Тобілевич Карпо Адамович
Тобілевич Карпо Адамович (1817 — 9 вересня 1904) — український шляхтич герба Тривдар.
Працював управителем поміщицьких маєтків.
Довгі роки Карпо Тобілевич добивався у Департаменті Герольдії Правлячого Сенату повернення їхньому роду дворянства, і майже виграв справу, але хтось з канцеляристів виявив, що у старовинних паперах значиться прізвище Тубілевич, а у нових Тобілевич, через що у дворянстві йому відмовили, і він ледь не занедужав від горя. Іван Карпенко-Карий написав на основі цієї родинної історії знамениту трагікомедію «Мартин Боруля».
У 1872 році Карпо Тобілевич придбав у місті Єлисаветграді будинок на вулиці Знам'янській (нині вулиця Тобілевича), з великою садибою, в якому нині розташований Кропивницький міський літературно-меморіальний музей І. К. Карпенка-Карого.
Відомий меценат Євген Чикаленко, який був однокласником та другом Панаса Тобілевича (Саксаганського) й часто бував у будинку Тобілевичів, стверджував, що у Карпа Адамовича «були в зачатку всі ті таланти, що так яскраво розвинулись у його дітей… Старий Тобілевич був великий гуморист і „штукар“».

## Родина
Викупив з кріпацтва свою майбутню дружину Садовську Євдокію Зіновіївну, з якою мав шістьох дітей. Всім дав освіту, хоча сам ходив у старій шапці. Четверо з них стали театральними діячами («женьшеньовий кущ Тобілевичів», як висловився Олесь Гончар):
- Іван (сценічне псевдо Карпенко-Карий),
- Марія (сценічне псевдо Садовська-Барілотті),
- Микола (сценічне псевдо Садовський)
- Панас (сценічне псевдо Саксаганський).
- Михайло
- Петро

Михайло та Петро служили в поліції, на дозвіллі бавилися віолончеллю та грою у театрі.
Дружина померла у 1879 у віці 56 років.